# Епархия Кая
Епархия Кая (лат. Dioecesis Kayana) — епархия Римско-Католической Церкви c центром в городе Кая, Буркина-Фасо. Епархия Кая входит в архиепархию Купела.

## История
26 июня 1969 года Римский папа Павел VI учредил буллой Ad patrisfamilias епархию Кая, выделив её из епархии Купела (сегодня — архиепархия) и архиепархии Уагадугу.

## Ординарии епархии
- епископ Constantin Guirma (26.06.1969 — 9.03.1996)
- епископ Jean-Baptiste Tiendrebeogo (Kiedrebeogo) (30.03.1996 — 14.05.1998)
- епископ Thomas Kaboré (19.04.1999 — по настоящее время)

## Источник
- Annuario Pontificio, Ватикан, 2007
- Булла Ad patrisfamilias  (лат.)